# 새뮤얼 차토
새뮤얼 데이비드 베네딕트 차토(Samuel David Benedict Chatto, 1996년 7월 28일 ~ )는 대니얼 차토와 레이디 사라 차토의 장남이다. 조부모는 제1대 스노든 백작 안토니 암스트롱존스와 영국 공주 마거릿이며 동생은 아서 차토이다. 2025년 현재 왕위 계승 서열 30위이다.